# ويلارد تي سيرز
ويلارد تي سيرز (بالإنجليزية: Willard T. Sears)‏ هو مهندس معماري أمريكي، ولد في 5 نوفمبر 1837، وتوفي في 21 مايو 1920.